# Crash! Boom! Bang! (singel)
Crash! Boom! Bang! – singel szwedzkiego duetu Roxette. Został wydany w maju 1994 r. jako drugi promujący album Crash! Boom! Bang!.
W 1996 roku duet nagrał hiszpańskojęzyczną wersję tej piosenki pod tym samym tytułem i zamieścił ją na płycie Baladas En Español.

## Utwory
- Crash! Boom! Bang!
- Joyride (MTV Unplugged)
- Run to You